# Labena
Labena är ett släkte av steklar. Labena ingår i familjen brokparasitsteklar.

## Dottertaxa tillLabena, i alfabetisk ordning[1]
- Labena annulata
- Labena canelensis
- Labena chadwickii
- Labena delta
- Labena eremica
- Labena espinita
- Labena fiorii
- Labena flavatoria
- Labena gloriosa
- Labena grallator
- Labena grandis
- Labena guanacasteca
- Labena humida
- Labena jacunda
- Labena keira
- Labena lachryma
- Labena malecasta
- Labena marginata
- Labena mimica
- Labena moragai
- Labena morda
- Labena nigra
- Labena obscura
- Labena ogra
- Labena osai
- Labena petita
- Labena pluvia
- Labena polemica
- Labena pucon
- Labena pudenda
- Labena rufa
- Labena schausi
- Labena sericea
- Labena striata
- Labena tarsata
- Labena tinctipennis
- Labena trilineata
- Labena variegata
- Labena zerita